# جيرون كامبشروور
جيرون كامبشروور (من مواليد 9 أبريل 1999 في لايدردورب) هو لاعب تزلج هولندي في الألعاب البارالمبية. وُلد كامبشروور بدون عظام الساق، مما أدى إلى بتر كلتا ساقيه فوق الركبة عندما كان عمر عام واحد. ونتيجة لذلك، بدأ استخدام كرسي متحرك. في 23 مارس 2018، كرّم كامبشروور بوصفه فارسًا في رتبة أورانج ناساو.

## التعليم
كان كامبشروور طالبًا في مدرسة بيكدال لايسيوم في آرنهيم، هولندا. درس في قسم HAVO واجتاز امتحاناته في عام 2018.

## المسار المهني
كان كامبشروور يمارس رياضة كرة السلة على الكراسي المتحركة، وقد مثل هولندا في منافسات فئتي تحت 18 سنة وتحت 22 سنة. وفي إحدى اللحظات كان أصغر لاعب في فريق تحت 22 سنة. لكنه قرر التركيز على التزلج البارالمبي.
حصل على ثلاث ميداليات ذهبية في بطولة العالم للتزلج البارالمبي لعام 2017. وحقق أيضًا عدة مراكز على منصات التتويج في كأس العالم للتزلج البارالمبي وكأس أوروبا في منافسات السلالوم والجاينت سلالوم والسوبر جي. فاز بخمس ميداليات ذهبية في بطولة العالم للتزلج البارالمبي لعام 2019.

### الألعاب البارالمبية الشتوية 2018
شارك كامبشروور في الألعاب البارالمبية الشتوية لعام 2018 حيث فاز بميدالية ذهبية في منافسة السوبر كومباين للرجال. هذا الإنجاز جعله أول لاعب هولندي يفوز بميدالية في التزلج البارالمبي في الألعاب البارالمبية. اختير ليكون حامل العلم خلال حفل الختام.

### الألعاب البارالمبية الشتوية 2022
مثل هولندا في الألعاب البارالمبية الشتوية لعام 2022 في بكين، الصين. حصل على ميدالية فضية في منافسة السوبر كومباين للرجال في الجلوس.

### خارج المجال الرياضي
شغل كامبشروور منصب سفير لمؤسسة جوهان كرويف في هولندا.

## الجوائز والترشيحات
- تلقى جائزة "زيلفيرن إريسبيلد" من الحكومة البلدية في ليدردورب.[10]
- عيين كرياضي الشهر لشهر يناير 2017 من قبل اللجنة البارالمبية الدولية (IPC).[11]
- رشح لجائزة "رياضي البارالمبية لعام 2017" من قبل اللجنة الأولمبية الهولندية (NOC*NSF).[12]
- سمي "رجل الرياضة لعام 2017" من قبل مؤسسة تعزيز الرياضة في ليدردورب.[13]